# フランク・ボーゼイギ
フランク・ボーゼイギ（ボーゼーギ、ボーゼージ、Frank Borzage [bɔrˈzeɪɡi], 1893年4月23日 - 1961年6月19日）は、アメリカ合衆国の映画監督。第1回と第5回アカデミー監督賞を受賞した。サイレント映画時代からトーキー映画時代への変遷を経て1950年代まで活躍した。
ハリウッドの大物監督の中でサイレント映画とトーキー映画時代をまたがった監督、セシル・B・デミル、ジョン・フォード、ラオール・ウォルシュ、ハワード・ホークス、キング・ヴィダーらを含むが、フランク・ボーゼイギもその中の一人であろう。彼はサイレント映画とトーキー映画時代にアカデミー監督賞を受賞しているが、彼の作品は1930年代には大変広く親しまれており、たとえ経営的に成功しなくても批評家の受けは良く、1940年代も1950年代終わりまで高い評価を得ていた。
代表作にアカデミー監督賞に輝いた『第七天国』（1927年）と『バッド・ガール』（1931年）をはじめ、『戦場よさらば』（1932年）、『歴史は夜作られる』（1937年）などがあり、いずれの作品にも共通するセンチメンタルでロマンティックなドラマ性がボーゼイギの持ち味で、1940年代から1950年代に活躍したダグラス・サークと並んで『メロドラマの巨匠』と言われている。

## 略歴

### 映画界にデビューするまで
フランク・ボーゼイギはスイス、イタリア、そしてオーストリアの家系であり、ユタ州ソルトレイクシティ生まれ、イタリア語を話す石工の父親と、ドイツ語を話す母親の間に8人兄弟の4番目として生まれた。彼は西部の子供であったが、父親の労働を手伝うため13歳になる頃には金鉱で働いていた。だが、少年時代にはすでに旅役者の劇団に入り、役者を始めていた。彼が映画界に入ったのは1910年代で、ウォーレス・リード主演のアラン・ドワン制作の西部劇のエキストラとして働いていた。しかし、1913年、20歳の時にプロデューサーで監督であったトマス・インスの元で働くようになる。彼は助演から、軽い主演を務めるようになり、悪人としても助演することもあった。しかし、1914年『火の海』で青木鶴子と共演し、一躍スターダムにのし上がる。この時代に映画出演は110本を越えた。
彼は、インスのために数本の映画に出演後、『The Pitch O'Chance』で俳優と監督を兼任した。この時代は、ジョン・フォードが兄のフランシス・フォード（後に俳優に転ずる）よりその才能を認められ監督業を始め、ヘンリー・キングが監督の椅子に座り、キング・ヴィダーはすでにフィルムメーカーとして認められるなど、後の巨匠たちが支配する時代となる。

### 1920年代
1920年、ボーゼイギはファニー・ハースト原作の『ユーモレスク』（1946年にも再映画化）において初めて一流監督の仲間入りをした。マンハッタンのロウアー・イースト・サイド（実際にここで多くのロケがなされた）のユダヤ人を扱ったとても生き生きとした作品であった。この作品で最も新しい監督たちの世代の先頭に立った。彼の他の重要なサイレント映画のタイトルで挙げられるのは1923年の『汝犯す勿れ』とフォックス映画会社に移った後の『第七天国』である。彼はこの作品で史上最初のアカデミー賞を獲得し、ジャネット・ゲイナーとチャールズ・ファレルをスターダムに押し上げた。彼は1年後に『街の天使』で再度ゲイナーとファレルを共演させ、この作品は1920年代の最も優れた映画の1本になっている。ボーゼイギのサイレント時代の映画は同時代のハリウッドよりも一足先を走っていた。

### 1930年代
ボーゼイギは1930年代トーキー映画の難しさをかろうじて乗り越えた。1930年の脚色化作品『リリオム』（1934年フリッツ・ラングが再映画化する）と、ボーゼイギが2番目にアカデミー監督賞を獲得した『バッド・ガール』（1931年）で、主演したサリー・アイラーズとジェームズ・ダンは彼らの生涯における最も優れた演技を披露した。次の年、その時代最も賞賛され成功した脚色作品の『戦場よさらば』（原作は『武器よさらば』）（1932年）を監督した。ヘレン・ヘイズ（アカデミー主演女優賞にノミネート）とゲイリー・クーパーが主演である。第一次世界大戦における戦闘に伴って、監督として暗闇での視点からボーゼイギは表現主義的なアプローチをとっている。
このあたりから、彼の映画製作にボーゼイギ一家が関係するようになってきた。彼は家族を小さな配役に回し、弟のダニー・ボーゼイギは実際に独立して俳優として演技を始め、ジョン・フォードの『駅馬車』（1939年）、『怒りの葡萄』（1940年）には両方ともアコーディオン弾きとして出演するなど、1930年代終わりには成功していた。もう一人の弟リュー・ボーゼイギは長らく兄フランクの助監督や他の監督の助監督に雇われた。
1930年代半ば、フランク・ボーゼイギはハリウッドでも最も優れた職人監督として認められていた。この時代の代表作は、MGMのジョセフ・L・マンキーウィッツが製作した『三人の仲間』（1938年）である。この作品は3人の幼なじみの男性と若くして亡くなる少女（マーガレット・サラヴァン）を描いている。1930年代初めから半ばまで彼は重要な作品をいくつかのスタジオを股にかけ制作している。『戦場よさらば』（1932年）はパラマウント映画、『秘密』（1933年、1924年作品の再映画化）はユナイテッド・アーティスツ（メアリー・ピックフォードの最後の出演作）、そして『Living on Velvet』（1935年）はワーナー・ブラザースというように。だが1930年代後半はMGMに落ち着いて、ハリウッドでも最高のスタジオで撮影した。1934年には、彼の得意としているセンチメンタルで感傷的な作品とはうって変わって、マーガレット・サラヴァンとダグラス・モンゴメリーを使い、第1次世界大戦後のドイツの庶民のありさまから社会問題を真っ向から描いた『第三階級』（1934年）を制作した。彼はまたジョーン・クロフォードのこの時代の最も魅力ある映画3本を撮っている。『Mannequin』（1937年、スペンサー・トレイシー共演）『The Shining Hour』（1938年、マーガレット・サラヴァン共演）と『Strange Cargo』（1940年、クラーク・ゲーブル共演）である。特に後者は奇妙な象徴主義的で幻想的なドラマで、この時代のMGM作品としても異色である。1940年には『死の嵐』も監督する。この作品は第2次世界大戦前の非常時にナチス・ドイツにより普通の家庭が崩壊する物語である。

### 1940年代
1940年代前半になると、ボーゼイギの創作意欲ははっきりと落ちてくる。『大編隊』（1940年、ロバート・テイラー出演）はとても素晴らしいキャストなのに空軍のパイロットとその日常生活を描いたお決まりの作品だし、『Smilin' Through』（1941年、ジャネット・マクドナルド出演）は1922年、1932年に映画化されているロマンティックな幽霊の物語のリメイクでよく出来てはいるが空虚だし、『The Vanishing Virginian』（1942年、フランク・モーガン出演）は20世紀初め頃、白人の南部の一家を描いた優しくお涙頂戴の作品であるし、『ステージドア・キャンティーン』（1943年）は愛国主義とセンチメンタリズムを注意深く天秤にかけた彼の戦意高揚映画であった。ボーゼイジは、この頃は特に長編での早撮りだけが得意になっていた。1945年にはボーゼイギはRKOに移り『海賊バラクーダ』を監督。1946年には独立系のリパブリック映画に移ったが、社長のハーバート・J・イェーツは西部劇やシリアル（連続物）、B級コメディ、ミュージカルより「芸術的」な質の高い映画を求めた。こうして『永遠に君を愛す』（1946年）は2人の音楽家のカップル（キャサリン・マクリードとフィリップ・ドーン）はお互いのプロ志向の強さから別れてしまうという甘くて感傷的なメロドラマになった。サウンドトラックはアルトゥール・ルービンシュタインを使用、製作費も150万ドルから200万ドルと、当時リパブリック映画が製作した作品の中で史上最高となった。『ムーンライズ』（1948年）は、フィルム・ノワールの暗い心理学的な嵐の中で作った作品である。最も素晴らしい効果、うまい監督術、視覚的に観るべきシーンもあるが、古典とするにはあまりにも脚本が弱すぎた。これが、この10年間最後の作品になった。
この後、1958年にテレビ映画を1本撮った後、ロイド・C・ダグラスのベストセラーである『聖なる漁夫』（1959年）を監督した。スーパーパナヴィジョン、3時間超の大作であったが164分まで編集され、結局149分まで削られた。この作品は興行的に失敗し、1970年代にテレビ放送されるまで公開されなかった。2年後の1961年、癌のためハリウッドで死去した。
生前彼が監督した作品は100本を越える。ボーゼイギが亡くなった後、多くの批評家は彼の作品を過去の遺物のように省みなかった。だが、最近少しずつ彼の作品はより若い観客によって再評価が始まっている。

## 主な監督作品
- ユーモレスク Humoresque （1920年）
- 汝犯す勿れ（別題：『冬の胡蝶』） The Nth Commandment （1923年）
- 秘密 Secrets （1924年）
- 在りし日 The Lady （1925年）
- 第七天国 Seventh Heaven （1927年）
- 街の天使 Street Angel （1928年）
- リリオム Liliom （1930年）
- バッド・ガール Bad Girl （1931年）
- 戦場よさらば A Farewell to Arms （1932年） キネマ旬報ベスト･テン 第6位
- 秘密 Secrets （1933年）
- 第三階級 Little Man, What Now? （1934年）
- 真珠の頚飾 Desire （1936年）
- 歴史は夜作られる History Is Made at Night （1937年）
- 大都会 Big City （1937年）
- 三人の仲間 Three Comrades （1938年）
- 大編隊 Flight Command （1940年）
- ステージドア・キャンティーン Stage Door Canteen （1943年）
- 春の序曲 His Butler's Sister （1943年）
- アメリカの恋人 Magnificent Doll （1946年）
- 永遠に君を愛す I've Always Loved You （1946年）
- 戦火 China Doll （1958年）
- 聖なる漁夫 The Big Fisherman （1959年）